# العضيلية
العضيلية هو مجمع سكني صغير تابع لشركة أرامكو السعودية ويقع في المنطقة الشرقية بالمملكة العربية السعودية وجنوب غرب منطقة الدمام الحضرية. بني من قبل شركة أرامكو السعودية ويبلغ عدد سكانه حوالي 1350 نسمة.
العضيلية تتكون من أربعة مجمعات سكنية بنيت من قبل شركة أرامكو السعودية بما في ذلك الظهران (المركز الإداري الرئيسي) ورأس تنورة (مصفاة النفط والميناء الرئيسي) وبقيق. من أقصى الجنوب والأكثر عزلة من المجمعات الأربعة تعتبر بقيق الأقرب تجاه الشمال حيث تبلغ المسافة نحو ساعة بالسيارة. إلى الشمال الشرقي من مدينة الهفوف والإحساء. العضيلية تأخذ الطابع الطبيعي من خلال وجود العديد من التلال الصخرية التي تحيط بها. أطول جبل والأكثر شعبية هو جبل بايونير. يوجد جبل سمي باسم 747 بسبب قرب الشبه من طراز طائرة الجامبو بوينج 747.
على غرار المجمعات الثلاثة الأخرى فإنه يحيط بالعضيلية سياج ويعيش موظفي أرامكو السعودية وعائلاتهم في الداخل. المجتمع اليوم هو عبارة عن فسيفساء متعددة الأعراق من السعوديين والأمريكيين وجنسيات عربية أخرى مثل المصريين والأردنيين والهنود والباكستانيين وما إلى ذلك وجميعهم يتحدثون باللغة الإنجليزية كلغة مشتركة.
مجمع العضيلية يحتوي على وسائل الراحة بما في ذلك حمامات السباحة وقاعات رفع الأثقال (منفصلة للذكور والإناث) وقاعات طعام وملعب جولف ومرافق للتنس وملاعب اسكواش وكرة المضرب ومكتبة وبقالة صغيرة. يوجد هناك أيضا واحة الغوار وهي خيمة كبيرة مكيفة الهواء تستخدم للمناسبات الاجتماعية للشركة. زرعت العضيلية بشكل كبير بالمساحات الخضراء والحدائق المفتوحة مع الأشجار الكبيرة والري واسعة النطاق.
قامت شركة أرامكو بشراء مساكن وأراضي سكان العضيلية لما تتطلبه مصلحة العمل اولا وسلامة الاهالي لمخاطر اقتراب حفارات البترول من الوصول إلى تلك الأراضي والعمل على ماتقتضيه المصلحة العامة

## التاريخ
كان المجمع السكني في الأصل مخيم أنشأ لطواقم الحفر. في أواخر السبعينات تم توسيعه على نطاق واسع لاستيعاب الوضع العائلي للموظفين الغربيين. ابتداء من عام 1977 بدأ المجمع في التوسع بسبب الوضع العائلي للموظفين مجددا حيث بدأ برنامج ملتقى الغاز في التبلور. تم توفير السكن لقسم مشاريع أرامكو السعودية في الغاز والمقاولين الرئيسيين فلور العربية وسانتا في وسي إي لوموس وغيرهم وقد صمم توسيع المجمع من قبل شركة كاليفورنيا للعمارة التي شملت الأحزمة الخضراء وأسلوب منازل مدينة أدوبي ورياض الأطفال جديدة وحتى الصف التاسع. ازدهار المجمع توقف في أواخر الثمانينات بعد الانتهاء من مرحلة برنامج الغاز. أعيد فتح المجمع في مطلع التسعينات مع قرب نهاية عملية عاصفة الصحراء. في السنوات التالية لعاصفة الصحراء أبقت الإدارة المجمع مفتوح. واجه السكان الأوائل للمجمع المعاد افتتاحه حديثا مهمة شاقة والتي تتمثل في إعادة نبض الحياة للمدينة الشبح. في السنوات الأولى كان عدد المدرسين في مدرسة العضيلية أكبر من عدد الطلبة. بنيت العضيلية لاستيعاب ناس أكثر بكثير من ساكنيها الحاليين. لم يكن هناك أي حركة مرور ولا توجد خطوط.
بعد عام 2001 ومع نمو العناصر المتطرفة في المملكة التي بلغت ذروتها في أعمال إرهابية ضد شركة أرامكو ومرافق المقاول وانخفاض معنويات الموظفين فقد اضطر الشركة لمناشدة الحكومة بتوفير رجال أمن مسلحين حول كل معسكراتها بما في ذلك هذا الموقع البعيد. تم تعيين مفرزة سرية معززة الحجم من قوات الحرس الوطني السعودي مجهزة بمركبات مدرعة كاديلاك غيج المغوار حول محيط المخيم. لم يحدث أي هجوم على المجمع من أي منظمة متطرفة. كانت الحياة في المجمع تسير بشكل اعتيادي.
العديد من شركات الخدمات التي تعمل لشركة أرامكو لديها مجمعاتها السكنية بالقرب من العضيلية. مجمع العضيلية السكني محجوز لأسر موظفي أرامكو السعودية وأسر الموظفين في شركات المقاولات.

## وسائل النقل

### المطار
هناك مطار صغير وهو مطار العضيلية الذي تديره شركة أرامكو السعودية وليس مفتوحا لحركة الطيران التجاري. تستخدم شركة أرامكو السعودية هذا المطار القريب من الهفوف التي تبعد 30 كيلومتر عنها. تعمل الآن رحلات دولية إلى وجهات إقليمية مثل دبي والدوحة. النقل الجوي الدولي متاح في مطار الملك فهد الدولي الذي يبعد نحو 190 كيلومتر.